# Arvydas Vidžiūnas
Arvydas Vidžiūnas (* 8. März 1962 in Valenčiūnai, Rajongemeinde Šakiai) ist ein litauischer Sprachwissenschaftler, Baltist und Politiker, Mitglied des Seimas, ehemaliger erster Parlamentsvizepräsident.

## Leben
Nach dem Abitur an der Mittelschule Šakiai absolvierte Arvydas Vidžiūnas das Diplomstudium der litauischen Sprache und Literatur an der Fakultät für Philologie der Universität Vilnius, studierte mit dem Stipendium an der Universität Greifswald und danach promovierte er 1991  in der litauischen Akzentologie zum Thema „Priesaginių vardažodžių kirčiavimo ir akcentinės kodifikacijos istorija Mažoji Lietuva ir J. Jablonskis“, lehrte am Lehrstuhl für Litauische Sprache an der Universität Vilnius.
Von 1996 bis 2004 war er und seit 2008 ist er Mitglied des  Seimas, von 1996 bis 1999 stellvertretender Parlamentspräsident, von  1999 bis 2000 erster stellvertretender Vorsitzender des Seimas, von 1996 bis 2000 Vorsitzender der TS-Seimasfraktion. 

## Veröffentlichungen
- Jono Jablonskio akcentologija // Die Akzentologie von Jonas Jablonskis, 1997.